# Volodîmîro-Pavlivka, Novîi Buh
Volodîmîro-Pavlivka (în ucraineană Володимиро-Павлівка) este un sat în comuna Sofiivka din raionul Novîi Buh, regiunea Mîkolaiiv, Ucraina.

## Demografie
Componența lingvistică a localității Volodîmîro-Pavlivka
     Ucraineană (86,46%)
     Rusă (8,33%)
     Română (4,17%)
     Belarusă (1,04%)
Conform recensământului din 2001, majoritatea populației localității Volodîmîro-Pavlivka era vorbitoare de ucraineană (86,46%), existând în minoritate și vorbitori de rusă (8,33%), română (4,17%) și belarusă (1,04%).